# مقاطعة نيوشو (كانساس)
مقاطعة نيوشو (بالإنجليزية: Neosho County)‏ هي إحدى المقاطعات في ولاية كانساس، الولايات المتحدة الأمريكية.